# Mauro Angioni
Mauro Angioni (Sassari, 6 giugno 1880 – Cagliari, 5 marzo 1969) è stato un giurista e politico italiano.

## Biografia
Laureato in giurisprudenza all'Università di Cagliari, esercita la professione di avvocato ed ottiene la libera docenza in Diritto e procedura penale con Decreto Regio di abilitazione 13 gennaio 1914, confermata definitivamente con Decreto Ministeriale del 31 agosto 1929. 
Partecipa alla prima guerra mondiale col grado di capitano di fanteria. Alla fine del conflitto aderisce all’Associazione dei combattenti guidata da Emilio Lussu e Camillo Bellieni, dalla quale nasce poi il Partito Sardo d'Azione. Nel 1919 è tra i dodici candidati di quel movimento ed è uno dei tre parlamentari eletti nella XXV legislatura del Regno d'Italia. Presta giuramento al Regime fascista il 17 maggio 1932 e si iscrive al Partito Nazionale Fascista il 29 ottobre 1932.

## Opere
- Della Sostanzialità dell'ammonimento sancito dall'art. 5 della legge sulla condanna condizionale, Tipo-Litografia Commerciale, Cagliari 1906
- La ragione informatrice dei delitti contro l'ordine pubblico: (libro 2., titolo 5., codice penale italiano), Tip. Commerciale, Cagliari 1907
- In tema di boicottaggio sanitario: brevi osservazioni,Tipo-Lit. Meloni e Aitelli, Cagliari 1909
- In tema di sottrazione di cose pignorate o sequestrate, Vallardi, Milano 1910
- Se la vendita al minuto di merci abbandonate nelle stazioni ferroviarie sia soggetta al dazio consumo, F. Vallardi, Milano 1911
- La nullità del pignoramento e la sottrazione delle cose pignorate, F. Vallardi, Milano 1913
- I problemi gravi e urgenti del diritto penale, Tip. Degli Olmi, di C. Tessitori, Scansano 1913
- In tema di querela: 1. Querela per mandato. 2. Ratifica ed avvertimenti al querelante, Vallardi, Milano 1914
- Le caratteristiche differenziali degli articoli 92 1. cpv. e 106 1. parte del codice penale militare, Vallardi, Milano 1918
- Di un trascurato aspetto del delitto di diserzione, Vallardi, Milano 1918
- Sul significato della formula "inesistenza di reato" agli effetti dell'appello del P. M., Vallardi, Milano 1926
- Sulla ricevibilità dell'appello relativamente ai motivi e sul significato della formula Inesistenza di reato, Tip. Commerciale, Cagliari 1926
- La volontarietà del fatto nei reati: contributo alla nozione del "dolo", Bocca, Torino 1927
- Le cause che escludono l'illiceità obiettiva penale, Istituto Editoriale Scientifico, Milano 1930
- Il problema della causalità materiale: (art. 40 e 41 del codice penale), Città di Castello 1932